# Прыгунов, Павел Владимирович
Павел Владимирович Прыгунов (род. 1 октября 1976, Казань, Татарская АССР) — российский футболист, полузащитник. В Высшей лиге России сыграл 26 матчей, забил 1 гол.
Воспитанник казанской футбольной школы «Тасма». Первый тренер — Илларионов Вилен Васильевич. В 1993 году играл за команду «Камазовец» (Казань) в первенстве КФК. Первой профессиональной командой Прыгунова стал в 1994 году казанский «Рубин».
В 1995 году Павел Прыгунов перешёл в челнинский «КАМАЗ». Первый матч за него в Высшей лиге сыграл 1 октября 1995 года, выйдя на замену в игре против московского «Спартака». Также в 1995 году Прыгунов стал участником Универсиады и завоевал бронзовые медали. В сезоне 1996 года Прыгунов сыграл 19 матчей в чемпионате и 5 в Кубке Интертото, но на следующий год потерял место в основе — весной 1997 года он в 6 матчах выходил на замену, а летом отправился в нижнекамский «Нефтехимик».
После вылета «КАМАЗа» из Высшей лиги Павел Прыгунов вернулся в клуб, а вскоре стал его капитаном. За следующие пять сезонов он сыграл 136 матчей в первом и втором дивизионах. После ухода из «КАМАЗа» в 2002 году Прыгунов сменил несколько клубов из второго дивизиона и ЛФЛ, и в возрасте 29 лет завершил профессиональную карьеру.